# Hidróxido de litio
El hidróxido de litio, de fórmula LiOH, es un sólido blanco cristalino bastante higroscópico. El hidróxido de litio es un hidróxido formado a partir de agua y óxido de litio. La reacción a partir del óxido es la siguiente:
Li2O + H2O → 2Li(OH)
Es soluble en agua, y ligeramente soluble en etanol. Hay formas comerciales hidratadas y variaciones anhídricas del hidróxido de litio. Es usado en la purificación de gases (como absorbente del dióxido de carbono), como medio para la transferencia de calor, y como almacenamiento de electrolitos de baterías.

## Aplicaciones

### Baterías de iones de litio
El hidróxido de litio se consume principalmente en la producción de materiales para el cátodo de las baterías de iones de litio tales como el óxido de cobalto de litio (LiCoO2) y el fosfato de hierro y litio.  Se prefiere al carbonato de litio como precursor de los óxidos de litio, níquel, manganeso y cobalto.

### Otras aplicaciones
Se usa en las naves espaciales y submarinos para depurar el aire extrayendo el dióxido de carbono.
También es usado en cerámicas, manufacturación de otros compuestos de litio, y específicamente en la esterificación para el estearato de litio (que como propósito general se usa como lubricante, debido a la alta resistencia al agua, y es utilizable tanto en alta como en baja temperatura).

## Fabricación comercial
Según Bloomberg, Ganfeng y Albemarle fueron los mayores productores en 2020 con unas 25.000 toneladas/año, seguidos por Livent y Sociedad Química y Minera de Chile. A nivel mundial se prevé una ampliación de la producción en los próximos años para seguir el aumento de la demanda impulsada por la electrificación de los vehículos.